# جورج ليتل
جورج ليتل (بالإنجليزية: George Little)‏ (1 ديسمبر 1915 بنيوكاسل أبون تاين في المملكة المتحدة - 1 مارس 2002 بدونكاستر في المملكة المتحدة) هو لاعب كرة قدم بريطاني (وحمل سابقاً جنسية المملكة المتحدة لبريطانيا العظمى وأيرلندا) في مركز جناح ‏. لعب مع سكونثورب يونايتد ونادي دونكاستر روفرز ونادي يورك سيتي وفريكلي أثلتيك ‏ ووركشوب تاون ‏.